# Rasos de Tubau
Rasos de Tubau este o arie protejată (arie specială de conservare — SAC, sit de importanță comunitară — SCI, arie de protecție specială avifaunistică — SPA) din Spania întinsă pe o suprafață de 644,53 ha, integral pe uscat.

## Localizare
Centrul sitului Rasos de Tubau este situat la coordonatele 42°13′26″N 2°02′50″E / 42.2239°N 2.0472°E.

## Înființare
Situl Rasos de Tubau a fost declarat sit de importanță comunitară în septembrie 2006 pentru a proteja 1 specie de plante și 27 de specii de animale. Alte tipuri de protecție:
- arie de protecție specială avifaunistică (în septembrie 2006)[2]
- arie specială de conservare (în decembrie 2013)[1][3][4]

## Biodiversitate
Situată în ecoregiunile alpină și mediteraneană, aria protejată conține 5 habitate naturale: Fânețe de joasă altitudine (Alopecurus pratensis, Sanguisorba officinalis), Păduri de fag Asperulo-Fagetum, Pajiști uscate seminaturale și facies de acoperire cu tufișuri pe substraturi calcaroase (Festuco-Brometalia) (* situri importante pentru orhidee), Pante stâncoase calcaroase cu vegetație casmofită, Păduri de fag din Europa Centrală dezvoltate pe sol calcaros cu Cephalanthero-Fagion.
La baza desemnării sitului se află mai multe specii protejate:
- plante (1): papucul doamnei (Cypripedium calceolus)
- păsări (20): uliu porumbar (Accipiter gentilis gentilis), caprimulg (Caprimulgus europaeus), Certhia brachydactyla, porumbel gulerat (Columba palumbus), ciocănitoare neagră (Dryocopus martius), șoim călător (Falco peregrinus), cinteză (Fringilla coelebs), zăgan (Gypaetus barbatus), acvilă pitică (Hieraaetus pennatus), sfrâncioc roșiatic (Lanius collurio), forfecuță gălbuie (Loxia curvirostra), ciocârlie de pădure (Lullula arborea), muscar sur (Muscicapa striata), vultur egiptean (Neophron percnopterus), pițigoi de brădet (Periparus ater), viespar (Pernis apivorus), mărăcinar negru (Saxicola torquatus), silvie roșcată (Sylvia cantillans), Tetrao urogallus aquitanicus, pănțărușul (Troglodytes troglodytes)
- mamifere (4): lupul (Canis lupus), vidră de râu (Lutra lutra), liliacul mare cu potcoavă (Rhinolophus ferrumequinum), liliacul mic cu potcoavă (Rhinolophus hipposideros)
- nevertebrate (3): Austropotamobius pallipes, croitorul mare al stejarului (Cerambyx cerdo), fluturele auriu (Euphydryas aurinia)

Pe lângă speciile protejate, pe teritoriul sitului au mai fost identificate 4 specii de amfibieni, 5 specii de mamifere, 4 specii de reptile.